# Čížkovice (zámek)
Čížkovice jsou zámek ve stejnojmenné vesnici v okrese Litoměřice. Vznikl v letech 1658–1665 přestavbou starší tvrze podle projektu architekta Giulia Broggia. Zámek je chráněn jako kulturní památka.

## Historie
Čížkovice byly již od 13. století rozděleny na dva díly. V menší části stála tzv. horní tvrz Kaplířů ze Sulevic. Po jejich přesídlení na hrad Košťálov byla opuštěna a panským sídlem se znovu stala až od roku 1529, kdy na ní sídlil Albrecht Kaplíř ze Sulevic. Po roce 1623 ji získal Volf Ilburk z Vřesovic a přestavěl ji na hospodu, ze které se snad dochovaly zasypané sklepy pod domem čp. 110.
Větší část vesnice patřila pražskému svatojiřskému klášteru, ale císař Zikmund ji roku 1436 zastavil Janu Kaplířovi ze Sulevic na Košťálově. Od té doby celá vesnice patřila ke košťálovskému panství, ale roku 1486 došlo k jeho rozdělení mezi čtyři syny Buška Kaplíře ze Sulevic. Z nich Albrecht získal horní tvrz a nechal ji přestavět, zatímco Felixovi připadla tzv. dolní tvrz. Když Albrecht roku 1554 zemřel, přešel jeho podíl právě na Felixe. Po Felixově smrti se roku 1576 rozdělili jeho synové. Jaroslav měl horní tvrz, ale Jan se dělil s Jaroslavem o dolní tvrz. Jaroslav po roce 1598 koupil za 4 800 kop míšeňských od vdovy Anny Kaplířové z Údrče Janův podíl, a když připojil také zadluženou Albrechtovu část, stal se pánem celých Čížkovic. V roce 1615 Čížkovice patřily Smilovi, který byl nejspíše Jaroslavovým synem a po něm jeho pravděpodobnému bratrovi Adamovi. Adamu Kaplířovi byla za účast na stavovském povstání zabavena polovina majetku včetně Čížkovic. Roku 1623 vesnici koupil Volf Ilburk z Vřesovic, ale později ji postoupil Marii Magdaleně z Lobkovic, manželce Jana Rudolfa Trčky z Lípy.
Jan Rudolf Trčka z Lípy Čížkovice odkázal nejvyššímu purkrabímu Adamovi z Valdštejna. V roce 1638 vesnici koupila spolu s blízkými panstvími Boreč a Košťálov za 83 578 rýnských zlatých Anežka rozená z Eberštejna. Rok poté byla vesnice vypálena švédskými vojáky. Po Anežčině smrti panství převzal její syn z prvního manželství Gustav Adolf z Varrensbachu a v letech 1658–1665 nechal pustou dolní tvrz přestavět na barokní zámek. Přestavba probíhala podle projektu architekta Giulia Broggia a je považována za jeho první samostatnou realizaci. V roce 1692 vesnici získal od dětí Gustava Adolfa opět svatojiřský klášter, a zámek se stal letním sídlem jeho abatyší. V jeho okolí vznikl také park obehnaný zdí ozdobenou rokokovými vázami. Po zrušení kláštera roku 1782 zámek převzal náboženský fond, od kterého ho v roce 1819 ve veřejné dražbě za 20 600 zlatých koupil Josef Glaserfeld. Po něm se v držení statku vystřídalo více majitelů, a po roce 1945 byl zámek upraven na dočasnou ozdravovnu pro politické vězně z terezínského koncentračního tábora a později na domov důchodců.

## Stavební podoba
Původní Broggiův jednopatrový zámek měl tři křídla s vystupujícím rizalitem, ve kterém se nachází portál v pilastrové edikule s rozeklanou římsou. Uvnitř štítu nad portálem se nachází volutová kartuš se znakem. Až do počátku 19. století budovu obklopoval příkop, který byl po roce 1819 částečně zasypán a překlenut. Zároveň byla přistavěna dvě boční křídla. Okna v průčelí mají pilastrové rámce s trojúhelníkovými štíty. V přízemí se dochovaly valené klenby s volutami a v hlavním sále štuková výzdoba stropu a kamna ze třicátých let 18. století. Raně barokní štuky a štuky z 19. století jsou také v dalších místnostech.